# کاتاگاتا، ساگا
کاتاگاتا، ساگا (به لاتین: Kitagata) یک منطقهٔ مسکونی در ژاپن است که در کیوشو واقع شده‌است. کاتاگاتا ۸٬۴۲۷ نفر جمعیت دارد.